# Henryk Konwent
Henryk Roman Konwent (ur. 10 sierpnia 1932, zm. 6 maja 2015) – polski fizyk. Absolwent Uniwersytetu Wrocławskiego. Doktorat uzyskał w 1964, a habilitację w 1973 r. Od 1991 r. profesor na Wydziale Podstawowych Problemów Techniki Politechniki Wrocławskiej. Został odznaczony Złotym Krzyżem Zasługi – 1977; Krzyżem Kawalerskim Orderu Odrodzenia Polski – 1985 i Medalem Komisji Edukacji Narodowej – 1993. Został pochowany na Cmentarzu Świętej Rodziny we Wrocławiu.

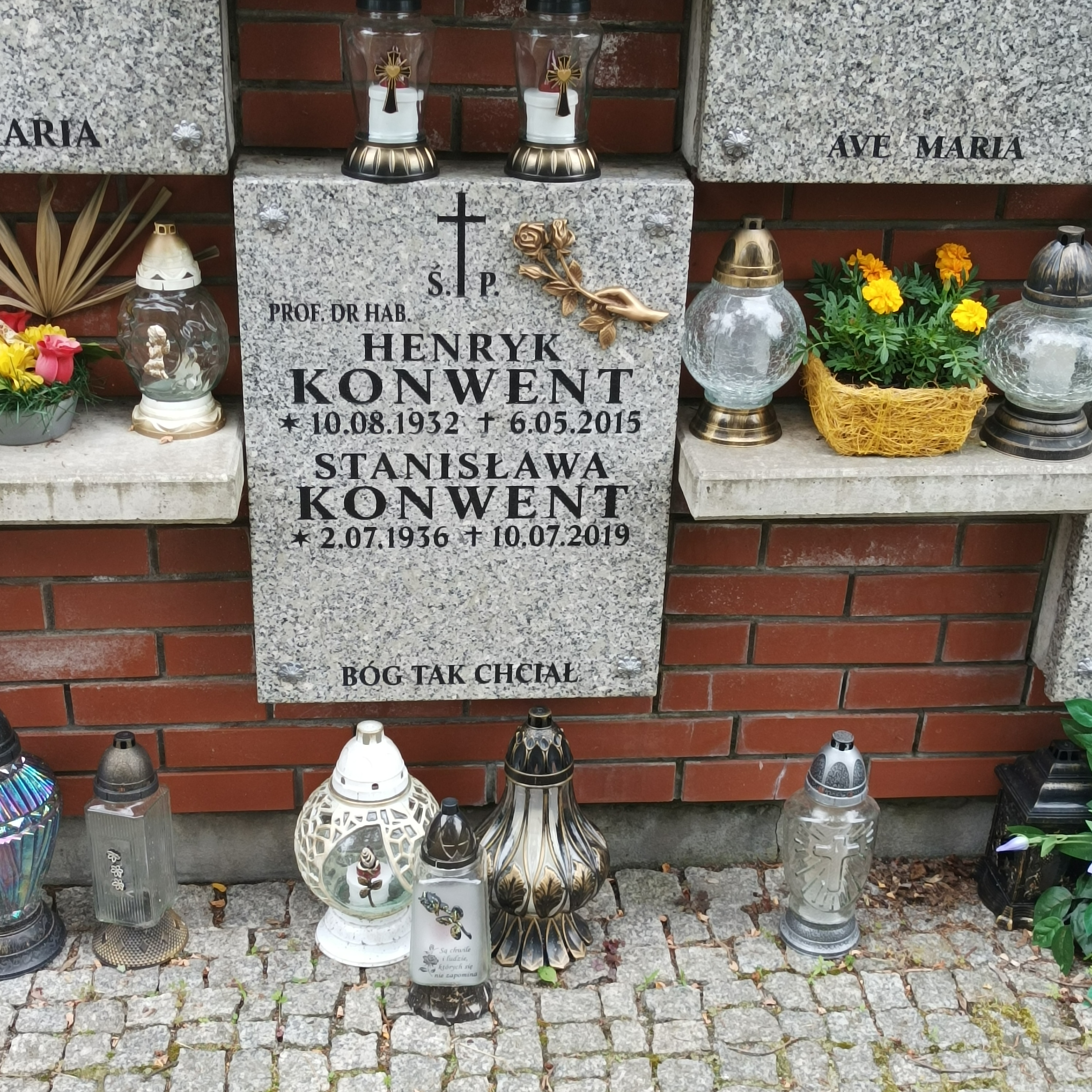
Grób prof. Henryka Konwenta w kolumbarium Cmentarza Świętej Rodziny we Wrocławiu